# Puente de San Pablo (Burgos)
El puente de San Pablo, sobre el río Arlanzón, es uno de los doce puentes con que cuenta la ciudad de Burgos (España). Conecta la Plaza del Mío Cid con la Plaza del Conde de Castro.
No existen noticias sobre su año de construcción, pero debió ser en el siglo XIII, coincidiendo con el desarrollo del Convento de San Pablo, la construcción de la nueva muralla y la creación de la puerta del mismo nombre que daba paso a la zona del Mercado Mayor, donde se celebraban importantes ferias y mercados burgaleses y en la que, a finales del siglo XV, se construyó el palacio de los condestables, conocido como la Casa del Cordón. El gran tránsito de gente y mercancías hizo necesaria su construcción para conectar las dos riberas del río, dando acceso al mercado y descongestionando el único puente que hasta entonces conectaba con el centro de la urbe, el puente de Santa María.
Según la tradición, se erigió a costa de la llamada Cofradía de los Trece Caballeros o Hermandad de los Reyes Magos, fundada por el conde Fernán González. 

## Historia
De la Edad Media al siglo XVIII
Noticias sobre este puente también se tienen en 1299 cuando, como consecuencia de una inundación, debió sufrir importantes daños. Asimismo, el prior del Convento de San Pablo en 1447 se lamentaba del estado del puente, con inminente derrumbe de dos de sus arcos, denunciándolo ante el Regimiento. En la riada de 1527 debió sufrir importantes daños, igual que el Puente de Santa María.
En un informe emitido al Regimiento en 1571 se denuncian los importantes daños en su estructura, hasta tal punto de que con la nueva riada de 1582, por orden del Ayuntamiento se limita el paso de caballerías y carros. Por ello, se hizo urgente su reconstrucción, buscando fuentes para financiarla, como licencias para obtener censo sobre las rentas de la población y el repartimiento de los costes entre los pueblos de los alrededores que, aunque iniciaron las obras, no fueron suficientes, por lo que hubo que buscar otras vías para financiarlas. Así, en 1588 se consiguió la licencia para imponer una sisa sobre los productos de consumo básico.
Se tienen noticias de otras intervenciones en el puente de San Pablo en 1600 y en 1602. Estas no debieron ser muy efectivas porque en 1604 se vuelve a documentar la necesidad de intervenir en el mismo. En 1673 se confirman trabajos de reparación en varios de sus arcos, llevados a cabo por Mateo del Barrio a razón de 1.000 reales, y obras menores de consolidación en 1690.
En 1721 la estructura del puente estaba tan deteriorada que el arquitecto Mateo de la Cueva emite un informe sobre el mismo y un año más tarde se llevan a cabo las obras que propuso, que fueron ejecutadas por Hermenegildo Llanderal, costando 7.480 reales. y extendiéndose hasta 1724. Las obras fueron tan costosas que se cargó una sisa sobre el vino.
Posteriormente se documentan otras obras de diversa importancia, pero que hicieron que el puente al menos se mantuviera en pie. Sin embargo, en 1764 su situación era tan precaria que las inundaciones que tuvieron lugar los días 10 y 11 de abril de 1769 produjeron derrumbes. El Regimiento, ante tal situación, solicita permiso al rey para una nueva construcción y el cargo de los gastos a los ciudadanos a través de una nueva sisa. Fue decisivo en este proyecto el intendente Bañuelos, hombre ilustrado y defensor del progreso de la ciudad. Éste encargó a Julián de Arbaiza, maestro de obras de la catedral, el proyecto, quien planteó una actuación conservadora: maderas de roble y estacas de chopo con relleno de piedra ensamblada con argamasa, siguiendo las técnicas constructivas de los puentes del siglo XVI y  canalizar las aguas para evitar desbordamientos. El presupuesto era de 200.000 reales. Un proyecto de tal desembolso había de ser contrastado con otros maestros, entre ellos, Vierna Pellón, quien planteó una nueva concepción de puente, más novedoso e influenciado por los modelos franceses, en el que introducía el hierro y transformaba el perfil de los pilares y cuyo coste era de 300.000 reales.
El Real Consejo de Castilla finalmente encargó los trabajos a tres maestros: Bernardo del Campo, Manuel de los Corrales y Antonio de Carredano, iniciándose las obras en 1770, entre dificultades técnicas, además de las económicas. El 4 de octubre de 1772 se dieron por finalizados los trabajos. Pero todavía estaba pendiente dar solución a la salida de aguas desde el Convento de San Pablo al río y para ello se tuvo en cuenta el diseño del maestro mayor de las obras del Canal de Castilla, José Antonio Otero, por lo que los trabajos de canalización subterránea se extendieron hasta 1773. Sin embargo, la gran inundación de 1775 volvió a dañar la estructura, volviendo a tener que hacer reparaciones.
En los últimos años del siglo se llevaron a cabo labores de mejora del entorno del puente: construcción de la nueva Puerta de San Pablo, mejora de las canalizaciones de las aguas de los mercados, edificación de nuevas casas y, fundamentalmente, construcción del nuevo Paseo del Espolón.
Siglo XIX
En este siglo son continuas las obras de mejora sobre el puente y su entorno, con reparación de los petriles (1814 por Miguel Hernando), reparaciones en 1838, reposición de antepechos (1841 por Domingo de Bárcena) y tareas de mantenimiento en 1843. Además,en 1845 se mejora la canalización del río en la zona del Espoloncillo.
La riada que se produjo en 1859 hizo que hubiera que mejorar las manguardias entre este puente y el de Santa María. En 1867 el arquitecto Severiano Cecilia proyecta la construcción de un nuevo muro de contención en la margen izquierda del río y una manguardia en la zona del Espolón, duplicando la superficie de este paseo, quedando rematado en 1875. 
Poco tiempo después se ve la necesidad, ante la afluencia del tráfico de mercancías, de realizar un ensanche. Entre varias posibilidades, se optó por aprovechar los pilares y los arcos de piedra y colocar por encima una estructura de hierro, que jugaba un papel fundamental para cumplir con el ensanche, desapareciendo los petriles de piedra y sustituyéndolos por barandillas de hierro. En las bocas del puente se situaban farolas. Fue la famosa casa J.B. Lasarre bilbaína quien proveyó las estructuras metálicas y las obras avanzaron rápidamente, colocando las baldosas en noviembre de 1886. Así se perdió la imagen del puente clásico de piedra, convirtiéndose en un puente más moderno, siendo del agrado de los burgaleses porque mejoraba su capacidad y traía a la ciudad un aire de modernidad más acorde con los nuevos tiempos.
Siglo XX
En febrero de 1900 una nueva inundación vuelve a dañar la estructura del puente de San Pablo, siendo necesarias nuevas obras de reparación.
Aunque los burgaleses se mostraron muy satisfechos con las obras llevadas a cabo en 1886, también, dado el creciente tránsito de vehículos y mercancías, se dieron cuenta de que la obra hizo su labor en su época, pero con el tiempo se volvían a producir problemas de saturación, debiendo ampliar la estructura existente, reforzando pilares y arcos y construir una nueva plataforma para mejorar la funcionalidad que requería.
Con el comienzo de la Guerra Civil los trabajos no se iniciaron. Finalizada la contienda, se presentaron varios proyectos, algunos triunfalistas que conmemoraran el fin del conflicto, pero no llegaron a realizarse. En 1942 se vuelve a poner de manifiesto el deterioro del puente de San Pablo y se presentan proyectos tanto de conservación y ampliación como de nueva construcción. En 1946 el alcalde de Burgos, Carlos Quintana Palacios, solicita autorización a la Dirección General de Caminos para llevar a cabo obras de mejora, ya que el puente formaba parte de la carretera Madrid-Irún. Pero la autorización se retrasa, por lo que un año más tarde la solicitud se eleva al Ministro de Obras Públicas, José María Fernández Ladreda.
El nuevo proyecto de transformación del Puente de San Pablo recoge un anhelo de hacía años, que era convertirlo en un punto emblemático de la ciudad de Burgos, construyendo un monumento conmemorativo dedicado al Cid. Éste se encargó al escultor Juan Cristóbal y la fundición de la estatua fue realizada por la Casa Codina. Además se pensó en la posibilidad de algo más ambicioso, uniendo el puente, la plaza y la representación del Cid, para lo que se convocó un concurso de ideas. El ganador fue el arquitecto Fernando Chueca Goitia, quien proyectó que, además de elevar los tajamares y realizar un petril en piedra, se realizarían una serie de esculturas que representaran los principales personajes relacionados con el Cid, para lo que se recurrió al asesoramiento de Ramón Menéndez Pidal.
Los trabajos se desarrollaron en 1954 y las esculturas, denominadas Ciclo cidiano, fueron realizadas por Joaquín Lucarini. Se ubicaron nuevas farolas realizadas por la empresa burgalesa Giménez Cuenda. Su inauguración, presidida por Franco, fue el día 23 de julio de 1955, aunque los actos de celebración duraron varios días. Era tal el entusiasmo que se le empezó a denominar "Vía Sacra Cidiana".
Las obras que se han ejecutado posteriormente han sido básicamente de mantenimiento: reparación de aceras, rotulación de las estatuas, cambio de farolas, reparación de petriles y asfaltado.
- Datos: Q59537217
- Multimedia: Puente de San Pablo, Burgos / Q59537217